# COM (clade)
Il clade COM è un raggruppamento monofiletico di angiosperme, introdotto dalla classificazione APG, che comprende gli ordini Celastrales, Oxalidales e Malpighiales; il nome del clade è un acronimo composto dalle iniziali dei tre ordini costituenti.

## Descrizione
Una delle principali sinapomorfie di questo raggruppamento, che comprende specie all'apparenza molto eterogenee, è rappresentata dalla morfologia dell'ovulo che si caratterizza per la presenza di una nucella assottigliata e di un endotelio interposto tra i tegumenti e la nocella. Altro carattere condiviso è il seme dotato di arillo, un involucro carnoso esterno al seme, derivato dall'espansione del funicolo. Vi sono poi alcune caratteristiche che sono comuni nei Malpighiales, ma meno comuni negli altri due ordini, che sono la tendenza alla polistemonia (15 o più stami per fiore) e la tendenza alla policarpellia (più di 5 carpelli disposti a spirale).

## Biologia
La gran parte delle specie di questo raggruppamento si riproduce per impollinazione entomogama; solo in rari casi è stato documentato un meccanismo di impollinazione anemogama.

## Tassonomia
L'esatta collocazione filogenetica del clade COM all'interno del clade Rosidi è tuttora una delle questioni irrisolte nella classificazione delle angiosperme: nelle versioni precedenti della classificazione APG (2003, 2009) il raggruppamento era incluso nel clade dei fabidi (o eurosidi I), mentre gli studi filogenetici più recenti forniscono risultati contraddittori che almeno in parte suggerirebbero l'appartenenza al clade dei malvidi (o eurosidi II). Ibridazioni ancestrali tra i due cladi potrebbero almeno in parte spiegare queste ambiguità nell'assegnazione. Inoltre diverse caratteristiche della struttura florale (considerate come potenziali sinapomorfie) deporrebbero a favore della attribuzione ai malvidi più che ai fabidi. 
La classificazione APG IV rispecchia questa incertezza considerando come plausibili entrambe le possibilità.
Il clade COM comprende i seguenti ordini e famiglie:
- Ordine Celastrales Link
  - Lepidobotryaceae J.Leonard
  - Celastraceae R.Br.
- Ordine Oxalidales Bercht. & J.Presl
  - Huaceae A.Chev.
  - Connaraceae R.Br.
  - Oxalidaceae R.Br.
  - Cunoniaceae R.Br.
  - Elaeocarpaceae Juss.
  - Cephalotaceae Dumort.
  - Brunelliaceae Engl.
- Ordine Malpighiales Juss. ex Bercht. & J.Presl
  - Pandaceae Engl. & Gilg
  - Irvingiaceae Exell & Mendonça
  - Ctenolophonaceae Exell & Mendonça
  - Rhizophoraceae Pers.
  - Erythroxylaceae Kunth
  - Ochnaceae DC.
  - Bonnetiaceae L.Beauvis. ex Nakai
  - Clusiaceae Lindl.
  - Calophyllaceae J.Agardh
  - Podostemaceae Rich. ex Kunth
  - Hypericaceae Juss.
  - Caryocaraceae Voigt
  - Lophopyxidaceae H.Pfeiff.
  - Putranjivaceae Meisn.
  - Centroplacaceae Doweld & Reveal
  - Elatinaceae Dumort.
  - Malpighiaceae Juss.
  - Balanopaceae Benth. & Hook.f.
  - Trigoniaceae A.Juss.
  - Dichapetalaceae Baill.
  - Euphroniaceae Marc.-Berti
  - Chrysobalanaceae R.Br.
  - Humiriaceae A.Juss.
  - Achariaceae Harms
  - Violaceae Batsch
  - Goupiaceae Miers
  - Passifloraceae Juss. ex Roussel
  - Lacistemataceae Mart.
  - Salicaceae Mirb.
  - Peraceae Klotzsch
  - Rafflesiaceae Dumort.
  - Euphorbiaceae Juss.
  - Linaceae DC. ex Perleb
  - Ixonanthaceae Planch. ex Miq.
  - Picrodendraceae Small
  - Phyllanthaceae Martinov